# Weitenhagen (Landkreis Vorpommern-Rügen)
Weitenhagen ist eine Gemeinde westlich von Stralsund im Landkreis Vorpommern-Rügen. Die Gemeinde wird vom Amt Franzburg-Richtenberg mit Sitz in der Stadt Franzburg verwaltet.

## Geografie und Verkehr
Weitenhagen liegt etwa 25 km südwestlich der Hansestadt Stralsund und rund 18 km südlich von Barth. Nördlich der Gemeinde verläuft die B 105.

## Geschichte
Der Ortsteil Behrenwalde wurde in der Mitte des 14. Jahrhunderts erstmals urkundlich erwähnt. Mit dem Westfälischen Frieden von 1648 geriet der Ort unter schwedische Herrschaft, nachdem er zuvor zum Herzogtum Pommern gehört hatte. Im Jahr 1815 kamen die Gemeinde und Vorpommern zur preußischen Provinz Pommern.
Die Gemeinde war dann bis 1952 Teil des Landkreises Franzburg-Barth und gehörte danach bis 1994 zum Kreis Stralsund im Bezirk Rostock. Seit 1990 gehört Weitenhagen zum Land Mecklenburg-Vorpommern.

## Wappen, Flagge, Dienstsiegel
Die Gemeinde verfügt über kein amtlich genehmigtes Hoheitszeichen, weder Wappen noch Flagge. Als Dienstsiegel wird das kleine Landessiegel mit dem Wappenbild des Landesteils Vorpommern geführt. Es zeigt einen aufgerichteten Greifen mit aufgeworfenem Schweif und der Umschrift „GEMEINDE WEITENHAGEN * LANDKREIS VORPOMMERN-RÜGEN“.

## Sehenswürdigkeiten

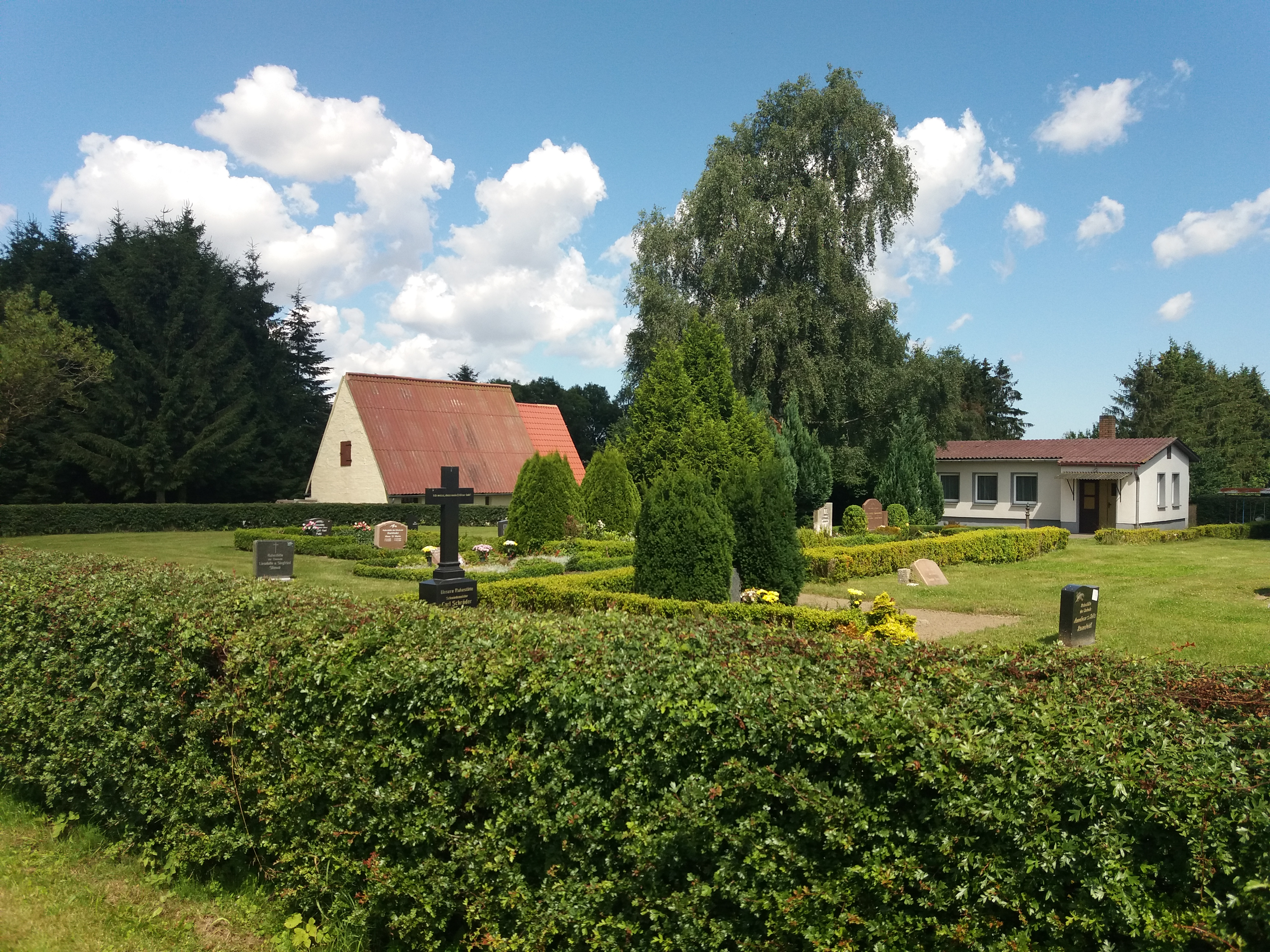
Behrenwalder Kapelle und kommunale Trauerhalle

→ Siehe auch Liste der Baudenkmale in Weitenhagen (Landkreis Vorpommern-Rügen)
- Ziegelfachwerkhäuser mit verschiedenen Tierbüsten an den Giebeln der Gauben.
- Gutshaus und Park in Behrenwalde
- Kapelle (von 1964) mit umfangreichen Prinzipalstücken von Gerhard Becker

## Ortsteile
- Ausbau Behrenwalde
- Behrenwalde
- Behrenwalde Süd
- Koitenhagen
- Weitenhagen